# John Russell (político)

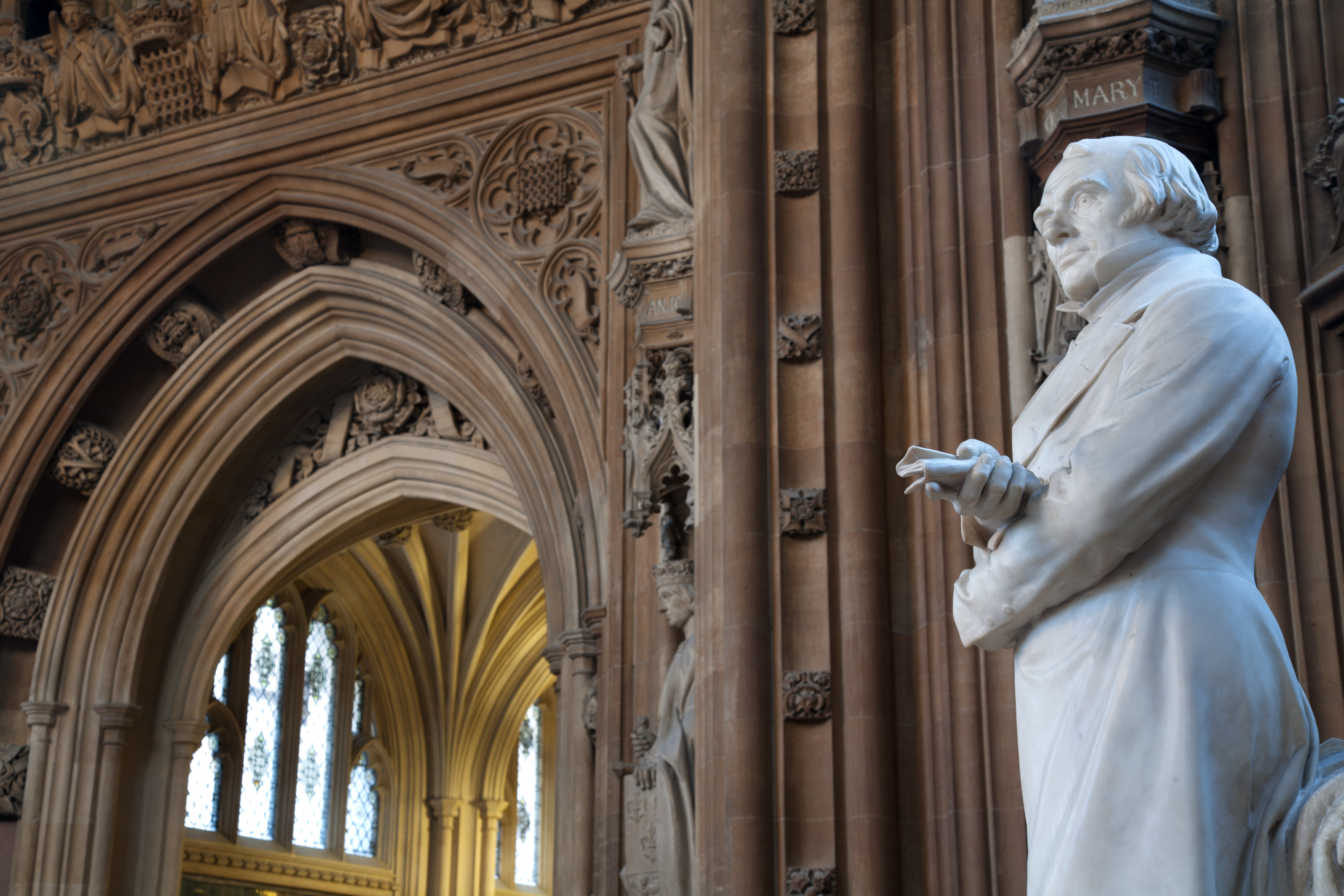
Estatua de John Earl Russell.

John Russell (Londres, 18 de agosto de 1792-Surrey, 28 de mayo de 1878) fue un político británico, conocido como Lord John Russell. Fue el abuelo del filósofo Bertrand Russell.

## Biografía
Nacido dentro de una de las principales familias whigs de la nobleza británica, sus padres fueron John Russell, 6.º duque de Bedford, y Georgiana Byng. Como hijo menor del duque de Bedford, tuvo el título de Lord.
Cursó sus estudios escolares en la Westminster School y universitarios en la Universidad de Edimburgo. Político del partido liberal Whig, ejerció como diputado desde el año 1813. De esta fecha es su visita por la España sumida en la guerra contra Napoleón. Fue dos veces primer ministro, primero entre 1846 y 1852 y luego entre 1865 y 1866.
Russell entró en la política en 1826 y ocupó varios cargos ministeriales antes y después de sus mandatos como primer ministro. En 1832 conseguiría la aprobación de la reforma del parlamento inglés que favorecería la participación de los empresarios en la vida política. El partido conservador, los tories y la Cámara de los Lores, indispuestos en su contra, no consiguieron hacerle frente. 
Fue secretario para las colonias desde 1839 a 1841 y en 1855 y durante su primer mandato, aprobó la concesión de un gobierno responsable de la provincia de Canadá. Se hizo bien conocido por ser un firme partidario de la reforma encaminada a extender los derechos de voto a más hombres entre las clases más bajas del Reino Unido.
En cuanto a la situación política del Bajo Canadá, Russell presentó el 6 de marzo de 1837 Diez resoluciones al Parlamento en Londres en respuesta al informe de la investigación de Gosford sobre las 92 resoluciones del Partido patriota que había enviado el gobierno de la colonia canadiense. 
Estas resoluciones exigían principalmente más autonomía política (entre otras cosas, pedían una reforma administrativa de la Constitución del Bajo Canadá, y la electividad del Consejo Legislativo, propuesta por la Cámara como medio para desalojar la mayoría de los miembros nombrados a dicho Consejo por el gobernador, así como el respeto al derecho canadiense autóctono). 
Russell apreció que esas exigencias se rendían a los intereses de los rebeldes violentos y, por tanto, en sus Diez resoluciones rechazó las reformas propuestas por los Patriotas y permitió que el gobernador usase fondos públicos sin que los aprobara la Asamblea Legislativa, lo que provocó disturbios graves en Canadá y el exilio de numerosos líderes del Partido patriota canadiense.
En 1846 es nombrado primer ministro, lo que le confirió autoridad para promover una política económica tendente al librecambismo. Una de sus prioridades en este periodo de gobierno fue hacer frente a la hambruna de la patata irlandesa, a la que intentó dar solución por medio de una asignación de diez millones de libras en obras públicas.
En 1852 es sustituido y en 1865 disfrutó de un segundo mandato, pero de solo unos meses de duración, lo que le alejó de la vida política. En este último periodo fue contrario a intervenir en la Guerra de Secesión de Estados Unidos.

## Literatura
En 1819, lord John Russell publicó su libro Life of Lord Russell, sobre su famoso antepasado. Entre 1853 y 1856, editó su Memoirs, Journal and Correspondence of Thomas Moore, publicado por Longman, Brown, Green and Longmans en 8 volúmenes.
Charles Dickens dedicó a Lord John Russell su obra A Tale of Two Cities, "en recuerdo de los muchos servicios públicos y bondades privadas".

## Genealogía
|  |                                                               |  |  |  |  |  |  |  |  |  |  |  |  |  |  |  |
|  | 16. Su Gracia Wriothesley Russell, II Duque de Bedford        |  |  |  |  |  |  |  |  |  |  |  |  |  |  |  |
|  |                                                               |  |  |  |  |  |  |  |  |  |  |  |  |  |  |  |
|  |                                                               |  |  |  |  |  |  |  |  |  |  |  |  |  |  |  |
|  | 8. His Grace John Russell, fourth Duke of Bedford             |  |  |  |  |  |  |  |  |  |  |  |  |  |  |  |
|  |                                                               |  |  |  |  |  |  |  |  |  |  |  |  |  |  |  |
|  |                                                               |  |  |  |  |  |  |  |  |  |  |  |  |  |  |  |
|  | 17. Elizabeth Howland                                         |  |  |  |  |  |  |  |  |  |  |  |  |  |  |  |
|  |                                                               |  |  |  |  |  |  |  |  |  |  |  |  |  |  |  |
|  |                                                               |  |  |  |  |  |  |  |  |  |  |  |  |  |  |  |
|  | 4. Francis Russell, Marquess of Tavistock                     |  |  |  |  |  |  |  |  |  |  |  |  |  |  |  |
|  |                                                               |  |  |  |  |  |  |  |  |  |  |  |  |  |  |  |
|  |                                                               |  |  |  |  |  |  |  |  |  |  |  |  |  |  |  |
|  | 18. Rt. Hon. John Leveson-Gower, I° Earl de Gower             |  |  |  |  |  |  |  |  |  |  |  |  |  |  |  |
|  |                                                               |  |  |  |  |  |  |  |  |  |  |  |  |  |  |  |
|  |                                                               |  |  |  |  |  |  |  |  |  |  |  |  |  |  |  |
|  | 9. Lady Gertrude Leveson-Gower                                |  |  |  |  |  |  |  |  |  |  |  |  |  |  |  |
|  |                                                               |  |  |  |  |  |  |  |  |  |  |  |  |  |  |  |
|  |                                                               |  |  |  |  |  |  |  |  |  |  |  |  |  |  |  |
|  | 19. Lady Evelyn Pierrepont                                    |  |  |  |  |  |  |  |  |  |  |  |  |  |  |  |
|  |                                                               |  |  |  |  |  |  |  |  |  |  |  |  |  |  |  |
|  |                                                               |  |  |  |  |  |  |  |  |  |  |  |  |  |  |  |
|  | 2. His Grace John Russell, sixth Duke of Bedford              |  |  |  |  |  |  |  |  |  |  |  |  |  |  |  |
|  |                                                               |  |  |  |  |  |  |  |  |  |  |  |  |  |  |  |
|  |                                                               |  |  |  |  |  |  |  |  |  |  |  |  |  |  |  |
|  | 20. Rt. Hon. Arnold Joost van Keppel, I° Earl de Albemarle    |  |  |  |  |  |  |  |  |  |  |  |  |  |  |  |
|  |                                                               |  |  |  |  |  |  |  |  |  |  |  |  |  |  |  |
|  |                                                               |  |  |  |  |  |  |  |  |  |  |  |  |  |  |  |
|  | 10. Rt. Hon. William Anne Keppel, second Earl of Albemarle    |  |  |  |  |  |  |  |  |  |  |  |  |  |  |  |
|  |                                                               |  |  |  |  |  |  |  |  |  |  |  |  |  |  |  |
|  |                                                               |  |  |  |  |  |  |  |  |  |  |  |  |  |  |  |
|  | 21. Gertrude de Quirina van der Duyn                          |  |  |  |  |  |  |  |  |  |  |  |  |  |  |  |
|  |                                                               |  |  |  |  |  |  |  |  |  |  |  |  |  |  |  |
|  |                                                               |  |  |  |  |  |  |  |  |  |  |  |  |  |  |  |
|  | 5. Lady Elizabeth Keppel                                      |  |  |  |  |  |  |  |  |  |  |  |  |  |  |  |
|  |                                                               |  |  |  |  |  |  |  |  |  |  |  |  |  |  |  |
|  |                                                               |  |  |  |  |  |  |  |  |  |  |  |  |  |  |  |
|  | 22. Su Gracia Charles Lennox, I° Duque de Richmond            |  |  |  |  |  |  |  |  |  |  |  |  |  |  |  |
|  |                                                               |  |  |  |  |  |  |  |  |  |  |  |  |  |  |  |
|  |                                                               |  |  |  |  |  |  |  |  |  |  |  |  |  |  |  |
|  | 11. Lady Anne Lennox                                          |  |  |  |  |  |  |  |  |  |  |  |  |  |  |  |
|  |                                                               |  |  |  |  |  |  |  |  |  |  |  |  |  |  |  |
|  |                                                               |  |  |  |  |  |  |  |  |  |  |  |  |  |  |  |
|  | 23. Anne Brudenell                                            |  |  |  |  |  |  |  |  |  |  |  |  |  |  |  |
|  |                                                               |  |  |  |  |  |  |  |  |  |  |  |  |  |  |  |
|  |                                                               |  |  |  |  |  |  |  |  |  |  |  |  |  |  |  |
|  | 1. Rt. Hon. John Russell, first Earl Russell                  |  |  |  |  |  |  |  |  |  |  |  |  |  |  |  |
|  |                                                               |  |  |  |  |  |  |  |  |  |  |  |  |  |  |  |
|  |                                                               |  |  |  |  |  |  |  |  |  |  |  |  |  |  |  |
|  | 24. Rear Admiral Rt. Hon. George Byng, I° Visconde Torrington |  |  |  |  |  |  |  |  |  |  |  |  |  |  |  |
|  |                                                               |  |  |  |  |  |  |  |  |  |  |  |  |  |  |  |
|  |                                                               |  |  |  |  |  |  |  |  |  |  |  |  |  |  |  |
|  | 12. Maj.-Gen. Rt. Hon. George Byng, third Viscount Torrington |  |  |  |  |  |  |  |  |  |  |  |  |  |  |  |
|  |                                                               |  |  |  |  |  |  |  |  |  |  |  |  |  |  |  |
|  |                                                               |  |  |  |  |  |  |  |  |  |  |  |  |  |  |  |
|  | 25. Margaret Master                                           |  |  |  |  |  |  |  |  |  |  |  |  |  |  |  |
|  |                                                               |  |  |  |  |  |  |  |  |  |  |  |  |  |  |  |
|  |                                                               |  |  |  |  |  |  |  |  |  |  |  |  |  |  |  |
|  | 6. Rt. Hon. George Byne, fourth Viscount Torrington           |  |  |  |  |  |  |  |  |  |  |  |  |  |  |  |
|  |                                                               |  |  |  |  |  |  |  |  |  |  |  |  |  |  |  |
|  |                                                               |  |  |  |  |  |  |  |  |  |  |  |  |  |  |  |
|  | 26. Lyonel Daniel                                             |  |  |  |  |  |  |  |  |  |  |  |  |  |  |  |
|  |                                                               |  |  |  |  |  |  |  |  |  |  |  |  |  |  |  |
|  |                                                               |  |  |  |  |  |  |  |  |  |  |  |  |  |  |  |
|  | 13. Elizabeth Daniel                                          |  |  |  |  |  |  |  |  |  |  |  |  |  |  |  |
|  |                                                               |  |  |  |  |  |  |  |  |  |  |  |  |  |  |  |
|  |                                                               |  |  |  |  |  |  |  |  |  |  |  |  |  |  |  |
|  | 27. Martha Master                                             |  |  |  |  |  |  |  |  |  |  |  |  |  |  |  |
|  |                                                               |  |  |  |  |  |  |  |  |  |  |  |  |  |  |  |
|  |                                                               |  |  |  |  |  |  |  |  |  |  |  |  |  |  |  |
|  | 3. Hon. Georgiana Elizabeth Byng                              |  |  |  |  |  |  |  |  |  |  |  |  |  |  |  |
|  |                                                               |  |  |  |  |  |  |  |  |  |  |  |  |  |  |  |
|  |                                                               |  |  |  |  |  |  |  |  |  |  |  |  |  |  |  |
|  | 28. Rt. Hon. Charles Boyle, IV° Earl de Orrery                |  |  |  |  |  |  |  |  |  |  |  |  |  |  |  |
|  |                                                               |  |  |  |  |  |  |  |  |  |  |  |  |  |  |  |
|  |                                                               |  |  |  |  |  |  |  |  |  |  |  |  |  |  |  |
|  | 14. Rt. Hon. John Boyle, fifth Earl of Cork                   |  |  |  |  |  |  |  |  |  |  |  |  |  |  |  |
|  |                                                               |  |  |  |  |  |  |  |  |  |  |  |  |  |  |  |
|  |                                                               |  |  |  |  |  |  |  |  |  |  |  |  |  |  |  |
|  | 29. Lady Elizabeth Cecil                                      |  |  |  |  |  |  |  |  |  |  |  |  |  |  |  |
|  |                                                               |  |  |  |  |  |  |  |  |  |  |  |  |  |  |  |
|  |                                                               |  |  |  |  |  |  |  |  |  |  |  |  |  |  |  |
|  | 7. Lady Lucy Boyle                                            |  |  |  |  |  |  |  |  |  |  |  |  |  |  |  |
|  |                                                               |  |  |  |  |  |  |  |  |  |  |  |  |  |  |  |
|  |                                                               |  |  |  |  |  |  |  |  |  |  |  |  |  |  |  |
|  | 30. John Hamilton                                             |  |  |  |  |  |  |  |  |  |  |  |  |  |  |  |
|  |                                                               |  |  |  |  |  |  |  |  |  |  |  |  |  |  |  |
|  |                                                               |  |  |  |  |  |  |  |  |  |  |  |  |  |  |  |
|  | 15. Margaret Hamilton                                         |  |  |  |  |  |  |  |  |  |  |  |  |  |  |  |
|  |                                                               |  |  |  |  |  |  |  |  |  |  |  |  |  |  |  |
|  |                                                               |  |  |  |  |  |  |  |  |  |  |  |  |  |  |  |
|  | 31. Lucy Dopping                                              |  |  |  |  |  |  |  |  |  |  |  |  |  |  |  |
|  |                                                               |  |  |  |  |  |  |  |  |  |  |  |  |  |  |  |
|  |                                                               |  |  |  |  |  |  |  |  |  |  |  |  |  |  |  |